# Amenemhet IV
Amenemhet IV, alternativ stavning är Amenemhat, var en fornegyptisk farao av den tolfte dynastin vars regeringstid var från 1807/1806 till 1798/1797 f.Kr. Hans namn betyder "guden Amon är den främsta".
Det är omtvistat om Amenemhet IV var son till farao Amenemhet III eller inte. Han skulle även kunna vara Amenemhet III:s barnbarn. Amenemhet IV samregerade först med Amenemhet III och lät uppföra sin pyramid i Mazghuna nära huvudstaden Memfis. Det är även tänkbart att Amenemhet IV är upphovsman till en pyramid i Dahshur. Han efterträddes på tronen av drottning Sobekneferu som möjligen var hans hustru och syster. Det är inte känt var Amenemhet IV' är begravd.